# Fons Gemmel
Fons Gemmel (Amsterdam, 21 maart 2001) is een Nederlands voetballer die als verdediger voor Jong AZ speelde.

## Carrière
Fons Gemmel speelde in de jeugd van AFC en AZ. In 2020 tekende hij een contract tot medio 2022 bij AZ. Hij debuteerde in het betaald voetbal voor Jong AZ op 11 september 2020, in de met 1-4 verloren thuiswedstrijd tegen Jong PSV. Gedurende twee seizoenen was hij afwisselend periodes basisspeler en reserve. Hij speelde in totaal 31 wedstrijden voor Jong AZ in de Eerste divisie. Nadat zijn contract afliep in 2022 vertrok hij naar Tweededivisionist OFC. In zijn debuutwedstrijd tegen IJsselmeervogels raakte hij na een half uur geblesseerd aan zijn kruisband, waardoor hij de rest van het seizoen miste.

### Statistieken
| Seizoen                     | Club           | Land           | Competitie     | Competitie | Competitie | Beker | Beker | Totaal | Totaal |
| Seizoen                     | Club           | Land           | Competitie     | Wed.       | Dlp.       | Wed.  | Dlp.  | Wed.   | Dlp.   |
| --------------------------- | -------------- | -------------- | -------------- | ---------- | ---------- | ----- | ----- | ------ | ------ |
| 2019/20                     | Jong AZ        | Nederland      | Eerste divisie | 0          | 0          | –     | –     | 0      | 0      |
| 2020/21                     | Jong AZ        | Nederland      | Eerste divisie | 16         | 0          | –     | –     | 16     | 0      |
| 2021/22                     | Jong AZ        | Nederland      | Eerste divisie | 15         | 0          | –     | –     | 15     | 0      |
| 2022/23                     | OFC            | Nederland      | Tweede divisie | 1          | 0          | 0     | 0     | 1      | 0      |
| Carrièretotaal              | Carrièretotaal | Carrièretotaal | Carrièretotaal | 32         | 0          | 0     | 0     | 32     | 0      |
| Bijgewerkt op 12 april 2024 |                |                |                |            |            |       |       |        |        |